# Каркия
Каркия (перс.  کارکیاییان‎), Кия (перс.  کیاییان‎) или Садат-е Малати (перс.  سادات ملاطی‎) — династия, правившая регионом Бияхпиш (восточный Гилян) с 1370-х по 1592 год. Некоторые подозревали, что Кия были родственны Сасанидам. По вероисповеданию Кия были шиитами-зейдитами. Последний правитель династии хан Ахмад-хан был свергнут в 1592 году сефевидским шахом Аббасом I.

## Религиозная политика
До правления Каркия на территории Гиляна существовали языческие культы, главным образом основанные на обожествлении природы. Это было связано с особенностями климата Гиляна — многочисленными ливнями и постоянной облачностью. Также существуют данные о том, что на территории провинции жили группы иудеев. В Гиляне до Кия ислам был распространен крайне слабо.
Во время правления Кия в Бияхпише большое распространение получил зейдитский ислам. Это одно из умеренных шиитских течений, образовавшихся в VIII веке в Арабском халифате. В отличие от остальных шиитов, зейдиты не признавали учение о «скрытом» имаме и о такии (благоразумном скрывании своей веры), а также отвергали безусловное предопределение.
До прихода шаха Исмаила I на территории Бияхпиша классический ислам шиитского толка почти не практиковался, гораздо более популярны были суфийские общества; Решт в основном населяли сунниты, однако там также существовали зороастрийские общества.

## Падение
Солтан Ахмад-хан Каркия помог сефевидскому правителю Исмаилу I, который к тому моменту контролировал большую часть Персии, присоединить к своим владениям Гилян. Однако за это Солтан Ахмад-хан требовал права расширенной автономии. Бияхпиш стал вассалом государства Сефевидов и продолжал динамично развиваться.
Вскоре Исмаил I стал опасаться умного правителя Кия. Он приказал отправить Солтан Ахмад-хана заточение в крепость Кахкахе в Ардебиль. Там он познакомился с Тахмаспом, сыном Исмаила. После смерти Шаха Исмаила Тахмасп освободил Ахмад-хана, который женился на дочери гилянского правителя Яхан Бегум. 
Опасаясь восстания в своей крепости, Шах Тахмасп отправил Хан Ахмад-хана в крепость Истахр, в провинции Фарс, в которой он провел 10 лет (1567—1577).
В правление сефевидского Шаха Мухаммад Худабенде в 1591 году Хан Ахмад-хан попытался получить помощь от Российской империи для отделения от государства Сефевидов. Центральное правительство узнало о планах Ахмад-хана, и Аббас I лишил Гилян автономии, а Ахмад-хана — власти.

## Правители
- Али Кия (1370-е-1389);
- Хади Кия (1389—1394);
- Амир Сейед Мохаммад (1394—1430);
- Сейед Насер Кия (1430—1448);
- Солтан-Мохаммад Кия (1448—1478);
- Солтан-Али Мирза (1478—1505);
- Солтан-Ахмад Хан (1506—1534);
- Солат-Кия Али (1534—1534/5);
- Солтан-Хасан Кия (1534/5-1538);
- Хан Ахмад-хан (1538—1592).